# Jordbruksmaskin
Jordbruksmaskin är ett samlingsnamn för de maskiner som används inom jordbruket, till exempel för jordbearbetning och foderberedning. En (jordbruks)maskin har till skillnad från jordbruksredskapet en egen kraftkälla. Det finns specialiserade maskiner, till exempel skördetröskan på bild 2. Traktorn på bild 3 är en allmän maskin till vilken olika redskap kan kopplas till och kopplas från, (se bild 1).

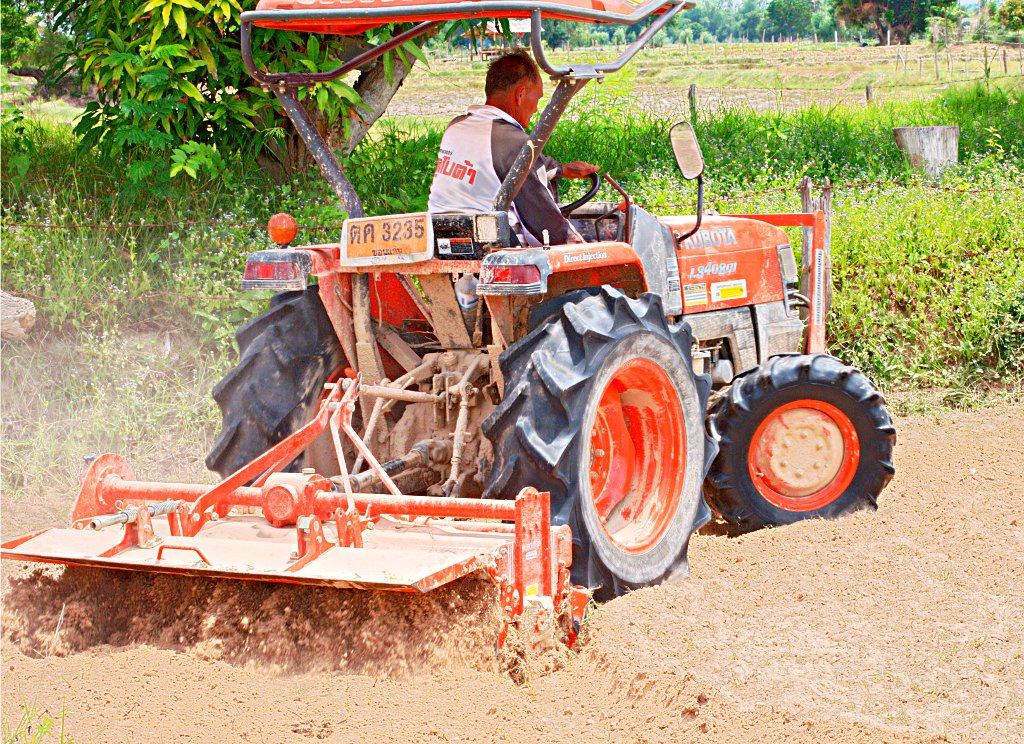
Jordfräs, kopplad till en traktor under arbete med att preparera ett thailändskt risfält.
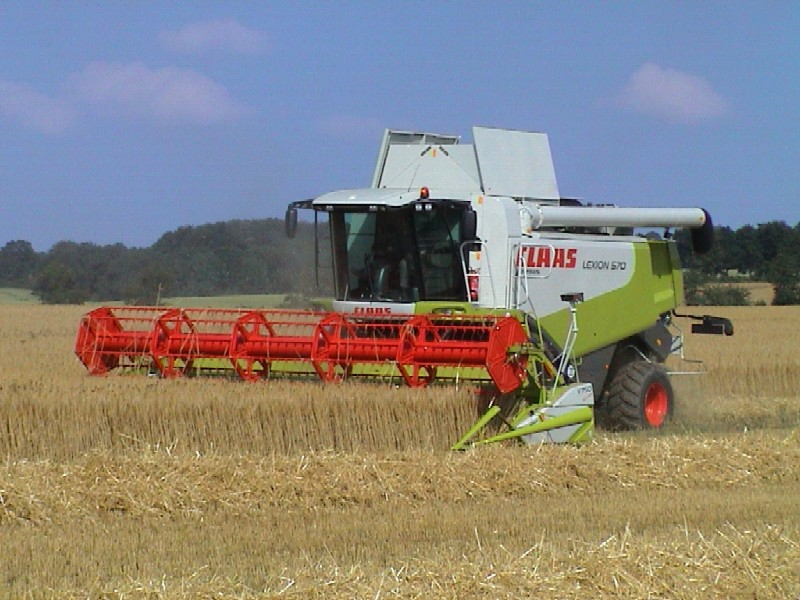
En Claas Lexion 570L skördetröska.
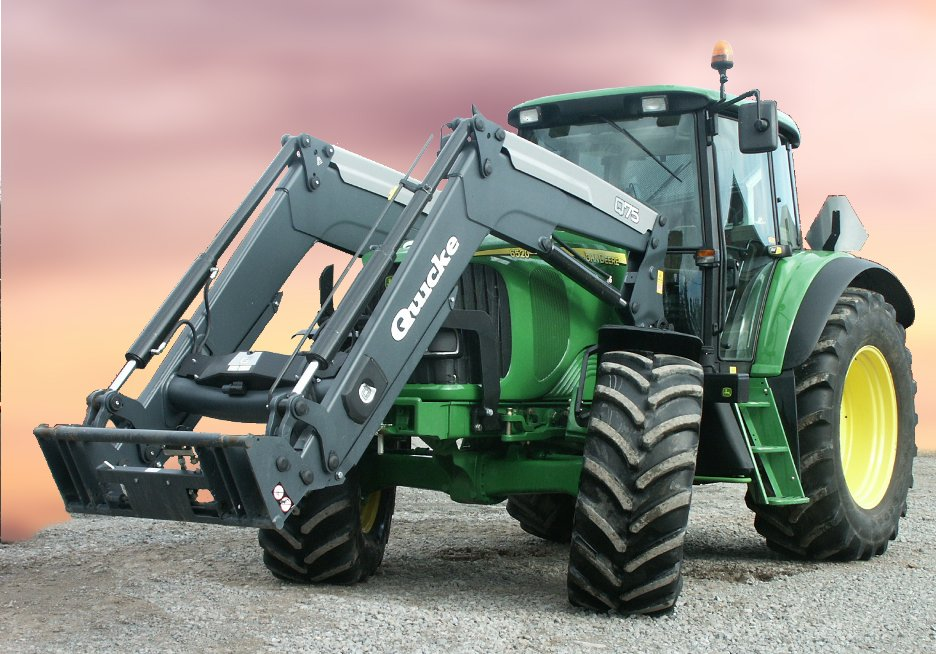
En John Deere 6520 traktor med frontlastare.